# Bailemos
Bailemos è un album del cantante italiano Fred Bongusto pubblicato dalla MH nel 1981 in Argentina, ristampato su CD nel 1992. È un'antologia in lingua spagnola di alcuni dei brani più famosi del cantante.

## Tracce
1. Bailemos
2. Mujer imprevisible
3. Todo de ti
4. Hagamos la paz
5. Poco
6. Feisima, belisima
7. Que hora és
8. Frio
9. Quien eres tu